# Gil Carlos Rodríguez Iglesias
Gil Carlos Rodríguez Iglesias [xɪl ˈkaɾlɔs roˈðɾiɣɛθ ɪˈɣlɛsɪ̯as] (* 26. Mai 1946 in Gijón, Asturien, Spanien; † 17. Januar 2019 in Madrid) war ein spanischer Jurist und Präsident des Europäischen Gerichtshofs. 
Rodríguez Iglesias studierte an der Universität Oviedo, wo er 1968 seinen Abschluss machte. Er  promovierte 1975 an der Autonomen Universität Madrid und wurde 1982 zum Professor des Völkerrechts an der Universität Extremadura ernannt, eine Position, die er zwischen 1983 und 2003 auch an der Universität Granada innehatte.
Zum 31. Januar 1986 wurde er zum Richter am Europäischen Gerichtshof berufen, dessen Präsident er zwischen dem 7. Oktober 1994 und dem 6. Oktober 2003 war. Im Dezember 2003 wurde er zum Professor für Völkerrecht an der Universität Complutense Madrid in Madrid ernannt. Im selben Jahr wurde Iglesias mit dem Walter-Hallstein-Preis ausgezeichnet.